# AGA
AGA (англ. Aspartylglucosaminidase) – білок, який кодується однойменним геном, розташованим у людей на короткому плечі 4-ї хромосоми.  Довжина поліпептидного ланцюга білка становить 346 амінокислот, а молекулярна маса — 37 208.
| 10         |  | 20         |  | 30         |  | 40         |  | 50         |
| ---------- |  | ---------- |  | ---------- |  | ---------- |  | ---------- |
| MARKSNLPVL |  | LVPFLLCQAL |  | VRCSSPLPLV |  | VNTWPFKNAT |  | EAAWRALASG |
| GSALDAVESG |  | CAMCEREQCD |  | GSVGFGGSPD |  | ELGETTLDAM |  | IMDGTTMDVG |
| AVGDLRRIKN |  | AIGVARKVLE |  | HTTHTLLVGE |  | SATTFAQSMG |  | FINEDLSTTA |
| SQALHSDWLA |  | RNCQPNYWRN |  | VIPDPSKYCG |  | PYKPPGILKQ |  | DIPIHKETED |
| DRGHDTIGMV |  | VIHKTGHIAA |  | GTSTNGIKFK |  | IHGRVGDSPI |  | PGAGAYADDT |
| AGAAAATGNG |  | DILMRFLPSY |  | QAVEYMRRGE |  | DPTIACQKVI |  | SRIQKHFPEF |
| FGAVICANVT |  | GSYGAACNKL |  | STFTQFSFMV |  | YNSEKNQPTE |  | EKVDCI     |

A: Аланін

C: Цистеїн

D: Аспарагінова кислота

E: Глутамінова кислота

F: Фенілаланін

G: Гліцин

H: Гістидин

I: Ізолейцин

K: Лізин

L: Лейцин

M: Метіонін

N: Аспарагін

P: Пролін

Q: Глутамін

R: Аргінін

S: Серин

T: Треонін

V: Валін

W: Триптофан

Кодований геном білок за функціями належить до гідролаз, протеаз. 
Задіяний у такому біологічному процесі як поліморфізм. 
Локалізований у лізосомі.